# Музыкальный хеппенинг
Музыкальный хеппенинг (англ. happening, букв. — случающееся, происходящее) — форма современного искусства, представляющая собой музыкальное действия, события или ситуации, происходящие при участии художника, театрализованное музицирование в рамках авангардизма.
Для музыкального хеппенинга характерны игровые акции музыкантов-исполнителей, близкие так называемой драме абсурда и, в общей форме, обусловленные указаниями композитора.
Часто музыкальный хеппенинг называют коллективной импровизацией.

## История
Точкой генезиса музыкального хеппенинга исследователи называют алеаторику, ярко представленную во второй половине ХХ столетия. 
«импровизированные опыты поставангарда, чисто музыкальные или театрализованные, абсурдистские действа-хэппенинги несомненно выросли из алеаторических приемов, сформировавшихся в глубинах авангардного мышления» — С. Савенко. 
Т. Кюрегян, считает, что хеппенинг в музыке — «некая алеаторная акция, так или иначе инициируемая в изначально заданном направлении, но с непредсказуемым течением событий и с обязательным участием присутствующих. Это своего рода „движущееся произведение“, где окружающая среда и предметы (в том числе музыкальные инструменты, трактуемые часто лишь как предметы) играют не меньшую роль, чем живые участники, свободно ими манипулирующие. Цель хэппенинга — помочь „раскрепоститься“ в процессе импровизации и дать выход бессознательным побуждениям „сопричастных“ ему. Допуская подчас немалую долю юмора, хэппенинг вместе с тем выражает серьёзную (и отнюдь не случайную) тенденцию к слиянию искусства с течением самой жизни» 
Музыкальный хеппенинг, впрочем, как и хеппенинг вообще, появился в то время, когда в обществе установилась неприязнь деления искусства на массовое и элитарное. — В. Петров 
Первые музыкальные хеппенинги (У. Бёрда, Г. Брехта, Дж. Кейджа и др.) в кратких сценках воплощали идею «смерти искусства». Данные события были направлены против традиционных типов музыкального производства и исполнительства и одновременно против сложившихся социальных условий.
Позднее музыкальные хеппенинги создавались как масштабные театральные концепции («Оригиналы» Штокхаузена, 1961).
Маурисио Кагель развил для обоснования своих опытов концепцию «инструментального театра».
В 1970-х гг. на основе музыкального хэппенинга возникают «мультимедиа-процессы» (идея превращения действительности в «искусство», а искусства — в «действительность») и т. н. энвайронменты (англ, environment — окружающая среда).
Например, в работе «В поисках утраченной тишины» Джона Кейджа (1978) едут в трёх направлениях поезда, заполненные пассажирами, которые играют на музыкальных инструментах, ловят транзисторами радиопередачи, поют и т. п. (этот музыкальный хеппениг был реализован в Италии).
Музыкальные хеппенинги Джона Кейджа имели следующие концепции:
1971 «Демонстрация звуков окружающей среды» — 300 человек ходили в окрестностях Висконсинского университета и слушали звуки природы),
1981 «Еп-уігоппе МЕТ2тей» — люди ходили по парку французского городка Метц и воспроизводили любые звуки, прислушиваясь к общему стоящему в эти минуты гулу),
1978 «II Ігепо» во время которого люди должны ехать на поезде и на каждой станции слушать определённую музыку),
1968 «Воссоединение» -Д. Кейдж и М. Дюшан в течение шести часов играли в шахматы на звуковой доске — каждая клеточка доски имела свою высотность, благодаря чему создавалась некая звуковая комбинация). Хеппенинг является основной константой и известнейшего кейджевского цикла «Европеры».
Особое место в истории музыкального хеппининга занимает творчество представителей группы «Флюксус».
Роберт Боззи. Концерт № 3
По сигналу дирижёра музыканты каждой группы оркестра выполняют следующие действия в унисон:
- поворачивают головы из стороны в сторону
- встают или садятся
- открывают или закрывают рты
- крутятся
- двигают руками и ногами
- сморкаются
- смотрят на часы
- чешутся

Джордж Брехт. «Капельная музыка»
Капает
Бен Войтье. «Я вернусь через десять минут»
Исполнитель устанавливает на сцене плакат «Я вернусь через 10 минут!» и отправляется выпить чашечку кофе через дорогу.

## Музыка и архитектура
Эдгар Варез озвучил концепцию исполнения музыки как своего рода звучание архитектурного сооружения. Вместе с французским архитектором Ле Корбюзье, который считал звук конструктивным элементом пространства, он участвовал в работе по созданию павильона компании Philips на всемирной промышленной выставке 1958 г. (Брюссель).
Эдгар Варез подразумевает под музыкой «организованный звук», а механизмы и принципы его организации могут быть различными. В частности, организовать звук может архитектура. Архитектурный замысел Корбюзье должен был выражать и, в определённом смысле, исполнять музыку Вареза, а также одновременно быть самой этой музыкой. Это архитектурно-музыкальное произведение Вареза называлось «Электронная поэма» («Poeme Elctronique») и исполнялось через четыреста громкоговорителей, расположенных внутри сооружения.

## Особенности
С. Летова отмечает, «некую активность с ограниченным количеством запланированного материала, в которой значительная часть носит непредсказуемый характер. Показательно, что хеппенинг и перформанс рождаются в западной композиторской среде. Именно в западной музыке сложилось положение, при котором автор-композитор составлял задание (партитуру) музыкантам, осуществлявшим исполнение». Причём сбор программы не предполагает создания единой партитуры, выписанного музыкального и немузыкального текста. Вся работа исполнителей на сцене подчинена воплощению театрализованного действа.
Важной ролью импровизационности выделяются музыкальные хеппенинги европейских композиторов:
М. Кагеля («Матч», «Финал»),
С. Буссотти («5»),
Д. Крама («Чёрные ангелы»),
Ф. Ржевски («Дорога»).
К. Вульфа разработал теорию хеппенинга. Вульф следующим образом формулировал его творческие принципы:
1) композиция хеппенинга должна предоставлять свободу исполнителю;
2) она допускает как сознательные, так и бессознательные творческие действия;
3) любой звук или шум равноправен с остальными;
4) слушатели, так же как и исполнители, должны быть свободными

## Музыкальные хеппининги в России
В СССР музыкальные хеппининги появляются в начале 70-х гг., благодаря инициативной группе в составе В. Мартынова, А. Любимова и М. Пекарского. Так, в творчестве Мартынова появляются первые подобные опусы — «Варианты» для скрипки и фортепиано, «Музыка для фортепиано и ударных» (1974) и «Музыка для фортепиано, двух скрипок и ударных» (1974). Все эти произведения — в духе акционизма раннего М. Кагеля. В сотрудничестве с М. Пекарским, известным широкой публике «музыкальным провокатором», были также созданы «Иерархия разумных ценностей» (1976), «Распорядок дня» (1978) и «Обретение абсолютно прекрасного звука» (1993) В. Мартынова. С именем Пекарского связана и череда произведений, написанных в духе хеппенинга, С. Губай-дулиной — «Юбиляция» (1979) для четырёх ударников, «В начале был ритм» (1984) для ансамбля ударных с семью исполнителями.
В истории русского музыкального хеппинга стоит упомянуть Композицию 14 («Balletto», 1974) для дирижёра и любого ансамбля В. Екимовского. В партитуре не обозначена звуковысотная организация материала; исполнители играют, что хотят и как хотят, однако повинуясь воле дирижёра. Сама партитура представляет собой линии движения частей тела дирижёра. Дирижёр, в свою очередь, при помощи активной жестикуляции и мимики (его движения рук и ног, головы, глаз, локтей, плеч выписаны Екимовским в отдельную строку партитуры при помощи специальной графической символики). В «Balletto» Екимовского нет музыки, нет формы, нет динамики, есть только идея, как и в вышерассмотренных хеппенингах Капроу.